# Намсен
 Намсен (норв. Nååmesje) — река в Норвегии. Находится в губернии Трёнделаг в центральной части страны и является крупнейшей рекой этой административно-территориальной единицы. Её длина составляет 229 км; река протекает через муниципалитеты Рёйрвик, Намсскуган, Гронг, Уверхалла и Намсус. В прошлом активно использовалась для сплава леса в Намсус, где находились лесопилки. На Намсене построено несколько плотин.
Река берёт своё начало в родниках национального парка Бёргефьелль на границе фюльке Нурланн. Воды Намсена питают озеро Намсватнет; затем река следует через плотину в северо-западной части этого озера в муниципалитете Рёйрвик, далее через Намдален (центральную часть Норвегии), заканчиваясь в Намсусе и впадая во фьорд Намсенфьорд Норвежского моря. Среди притоков Намсена — Тунншёэльва и Санддёла. Общая площадь бассейна составляет 6273,86 км²; средний расход воды — 285 м³/с. В 2012 году на Намсене начато строительство гидроэлектростанции.
Намсен считается одной из крупнейших рек в мире по запасам сёмги, в связи с чем её иногда называют «королевой рек». Начиная с XIX века река стала популярным объектом рыболовного туризма, в особенности среди англичан. Рыбная ловля часто осуществляется так называемым «методом Харлинга», когда лодка дрейфует вниз по течению, а лосось попадается на приманку, следуя в противоположном направлении.